# VCard
vCard, hay còn gọi là VCF (tệp tin ảo cho danh bạ), là định dạng chuẩn để lưu trữ danh bạ điện tử. vCard có thể được đính kèm vào email, tin nhắn MMS, website, chat, thẻ NFC và mã QR. Nó chứa đựng thông tin như tên, địa chỉ, số điện thoại, email, website, logo, hình ảnh và thậm chí cả ghi âm.